# Inseparabili: il fuoco amico dei ricordi
Inseparabili: il fuoco amico dei ricordi è un romanzo di Alessandro Piperno del 2012. Vi si narra la storia dei fratelli Filippo e Samuel Pontecorvo ed è il seguito di Persecuzione: il fuoco amico dei ricordi, incentrato sulla figura del padre. Il romanzo ha vinto il Premio Strega nell'anno della pubblicazione.
Il libro ha avuto traduzioni in cinese, francese, croato e altre lingue.

## Trama
Sono passati venticinque anni dai fatti del volume precedente. La storia è sempre narrata da un'identità che resta segreta, per rivelarsi alla fine del libro.
Filippo Pontecorvo ha raggiunto un improvviso e inaspettato successo: un suo fumetto, passato di nascosto dalla moglie a un amico, è diventato un film di grande fama. Ma il successo contiene non pochi pericoli: i contenuti del film sono sulle violenze consumate su bambini nel presente come nel passato, in Occidente come in Oriente. Vi si accostano le vittime dei lager nazisti e quelle dei bombardamenti alleati sulla Germania nazista, le sofferenze in Afganistan e nei campi profughi palestinesi. Pertanto ciò ha suscitato l'indignazione di gruppi estremistici islamici e pesanti critiche di ambienti ebraici.
Samuel, divenuto uomo d'affari, all'inizio si trova ammirato dalle capacità del fratello (come lo è stato per tutta la vita), ma, andando a sentire una sua conferenza, si accorge che il fratello è divenuto istrionico, carismatico, veicolatore di un messaggio che ha grande presa, ma è alla radice capzioso e inconsistente. Disgustato dal narcisismo che vede crescere in Filippo, Samuel non si fa più trovare da lui e affronta altri problemi, assai più cogenti. E nel frattempo ricorda, con strazio, che il padre non è mai stato nominato, né tantomeno riabilitato e che lui, proprio Samuel, ha sempre in tasca le prove inconfutabili delle calunnie di cui Leo è stato vittima. Ma perché non abbia agito a suo tempo, perché abbia estromesso madre e fratello da questo segreto, rimane inspiegabile.
Entrambi i fratelli sono a un bivio: Filippo perché le minacce ai suoi danni sono state prese sul serio e le autorità pensano al modo di toglierlo dal pericolo, Samuel perché, avendo compiuto un affare azzardato all'insaputa del socio, ha perduto tutto e sta per essere estromesso dalla società, coperto di debiti. Incapaci, per la prima volta nella loro vita, di comprendere i drammi l'uno dell'altro, i due fratelli piombano in un conflitto, dapprima sotterraneo, poi clamoroso.
Da quindici anni Samuel ha un rapporto con Silvia e sta per sposarla, nonostante lui sia affetto da impotenza. La donna non solleva obiezioni, anzi si converte all'ebraismo ed è molto affiatata con la madre dei Pontecorvo; non sa che Samuel opera verso di lei il più impensato dei tradimenti. Egli infatti ha conosciuto una ricca fanciulla con cui si è trovato a condividere attività di ordine masturbatorio, pensando che si tratti di una forma esclusiva di amore e non capendo che invece la ragazza avrebbe con lui rapporti normali, potendo. Così lei finisce con il darsi a Filippo. Samuel, appresa la cosa dal leggero fratello, fa una scenata all'incolpevole Silvia, decidendo di punto in bianco di mandare all'aria il matrimonio.
La sera seguente, Filippo si reca dalla madre per comunicarle che ha deciso di espatriare sotto copertura. Entrato nella casa che ha già visto consumarsi il dramma di Leo, sorprende Samuel a litigare con la madre e a rinfacciarle di aver agito male verso il padre. Lei invece sperava di capire perché avesse maltrattato Silvia, ma deve affrontare una serie di accuse alle quali non riesce a dare risposta. Divenuto violento, Samuel l'ha afferrata per i polsi, quando entra Filippo e si scaglia sul fratello. Però la madre, sull'orlo di un infarto, ferma i due, ma Samuel capisce che non gli serve avere in tasca le prove dell'innocenza del padre: Filippo lo accusa senza mezzi termini di essersi talmente immedesimato in Leo, da averne mutuato l'inerzia, e anche questo è colpa, comodo proprio. E tutto si dissolve in una bolla di sapone.
Cinque anni dopo, Rachel muore serenamente e Samuel, che è rimasto con lei, scopre varie cose, tutte poco spiegabili, tra cui il fatto che Rachel era andata per trent'anni ogni settimana al cimitero a trovare Leo. Durante il funerale (c'è anche Silvia con il nuovo compagno), a sorpresa, arriva Filippo dal Sudamerica, con la moglie Anna e due bimbetti, un maschio e una femmina, gemelli. Ora sono loro gli inseparabili, quelli che coglieranno l'eredità dei Pontecorvo.

## Personaggi
- Filippo Pontecorvo, ha 39 anni ed è improvvisamente diventato famoso perché un suo fumetto ha dato vita a un film di grandissimo successo. Fino a quel momento, Filippo aveva vissuto grazie al denaro della moglie Anna. Da un giorno all'altro, si ritrova a tenere conferenze e a ricevere premi, ma anche critiche feroci e minacce.
- Anna, moglie di Filippo, molto ricca, ma affetta da turbe che l'hanno condotta a vari ricoveri in cliniche psichiatriche. Ha mostrato i disegni del marito a un influente amico, che ha deciso di trarne il film. Anna ha un rapporto molto stretto con il padre: i due non ignorano le infedeltà di Filippo.
- Samuel Pontecorvo, ha trentasette anni. Si è inserito nel mondo degli affari con competenza, tanto che è stato preso come socio da un commerciante di lino e cotone. Ha un rapporto con Silvia, che sta anche per sposare, ma è affetto da una forma di impotenza. Nel frattempo, intrattiene una relazione di tipo onanistico con una ventunenne, Ludovica.
- Silvia, molto innamorata di Samuel, altrettanto si è innamorata dell'ebraismo, arrivando al punto di convertirsi. Il suo modello è Rachel, la madre di Samuel, che la considera come una figlia.
- Ludovica, ragazza dall'impeccabile autocontrollo, intrattiene con Samuel un rapporto che sembra basato sullo stare accanto, non insieme. In realtà, lei desidererebbe di più e non accetta l'idea che lui sposi Silvia, praticamente solo per inerzia, e non mancherà di attuare una sua vendetta.
- Rachel, madre di Filippo e Samuel, sempre al di sopra di ogni critica. Dopo la tragedia del marito Leo, ha ripreso a fare il medico e ha salvato la famiglia da una rovina economica che sembrava scontata. Tutta dedita alla preparazione del matrimonio di Samuel e alla conversione di Silvia, suscita sentimenti oppositivi nel figlio minore.

## Edizioni
- Alessandro Piperno, Inseparabili: il fuoco amico dei ricordi, Mondolibri, Milano 2012
- Alessandro Piperno, Inseparabili: il fuoco amico dei ricordi, illustrazioni di Werther Dell'Edera, Mondadori, Milano 2012